# Chinchilla chinchilla
Chinchilla chinchilla là một loài động vật có vú trong họ Chinchillidae, bộ Gặm nhấm. Loài này được Lichtenstein mô tả năm 1829.

## Hình ảnh

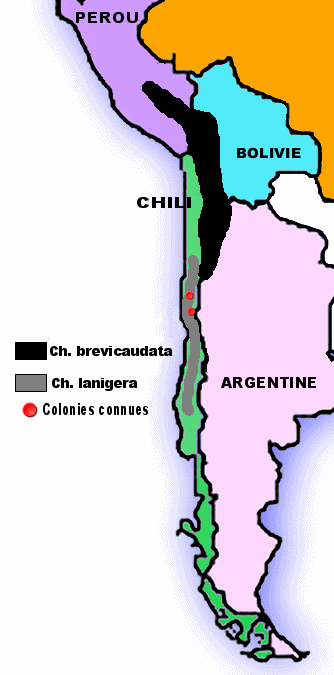
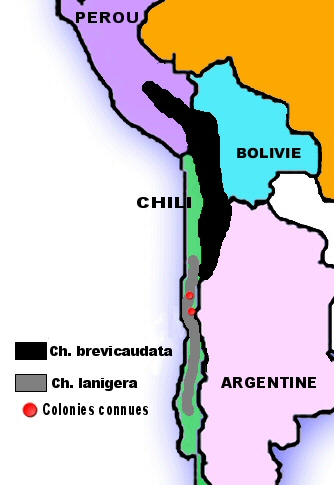
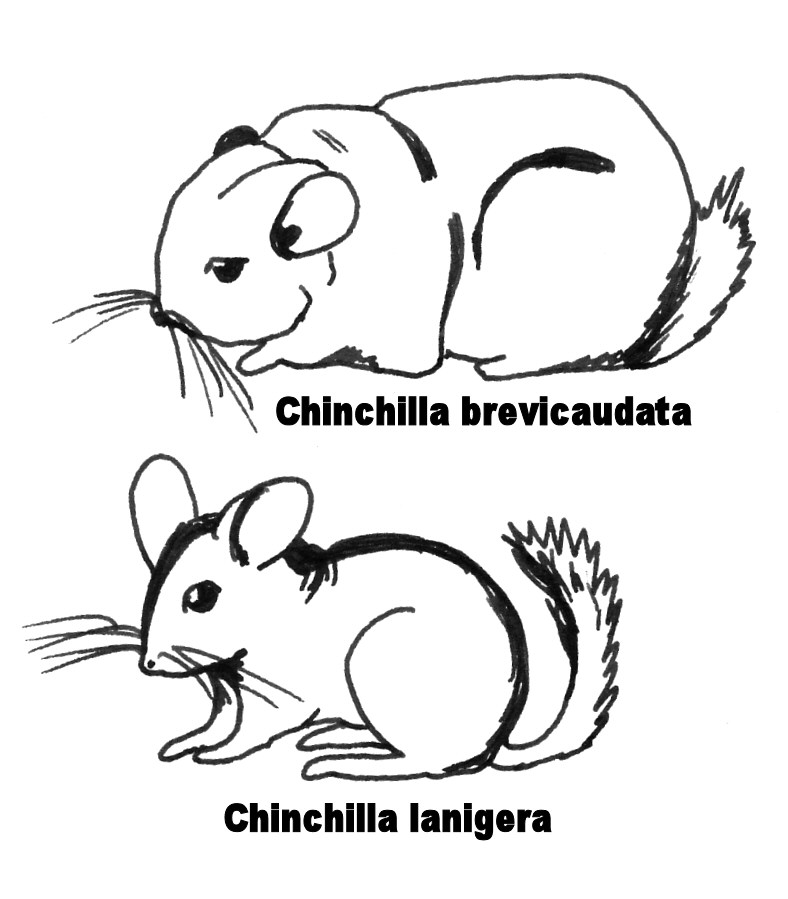